# عدد اول رامانوجان
در ریاضیات عدد اول رامانوجان عدد اولی است که نتیجه ثابت شده توسط سرینیسوا رامانوجان مربوط به تابع شمارش اعداد اول را ارضا می‌کند.

## ریشه و تعریف
در سال ۱۹۱۹ رامانوجان اثبات جدیدی از اصل برتراند را منتشر کرد است که همان‌طور که او گفته برای اولین بار توسط چبیشف اثبات شده‌است. در پایان دو صفحه منتشر شده، رامانوجان یک نتیجه تعمیم یافته را استنتاج می‌کند و آن این است:
{\displaystyle \pi (x)-\pi (x/2)\geq 1,2,3,4,5,\ldots {\text{ for all }}x\geq 2,11,17,29,41,\ldots {\text{ respectively}}} A104272
که در آن {\displaystyle \pi (x)} تابع شمارش اعداد اول است که برابر است با تعداد اعداد اول کمتر یا مساوی x.
تعریف اعداد اول رامانوجان این است:
n امین عدد اول رامانوجان کوچکترین عدد صحیحی است (Rn) که در معادله زیر صدق می‌کند:
{\displaystyle \pi (x)-\pi (x/2)\geq n} برای همه x ≥ Rn
به عبارت دیگر اعداد اول رامانوجان اعداد صحیحی هستند که به ازای هر کدام از آن‌ها حداقل n عدد اول بین x و x/2 وجود دارد جایی که x ≥ Rn
پنج عدد اول رامانوجان عبارت اند از ۲، ۱۱، ۱۷، ۲۹، و ۴۱.